# Estación Nogoyá
Nogoyá es la estación de ferrocarril de la localidad homónima, provincia de Entre Ríos, República Argentina. Desde esta estación parte el ramal Nogoyá - Victoria.
Desde la Estación Nogoyá salen dos desvíos que se cruzan en X hacia las plantas industriales Molinos Río de la Plata y Cooperativa Agropecuaria El Progreso.

## Historia
El 30 de junio de 1887 se habilitó la conexión ferroviaria a través de la línea que luego se integraría en el Ferrocarril General Urquiza con las ciudades de Paraná, Nogoyá y Rosario del Tala. 
Durante el gobierno de Carlos Menem el 10 de marzo de 1993 los ramales de Entre Ríos fueron abandonados, quedando suspendido el servicio del tren n.º 609-610 Río Paraná que circulaba entre la Estación Federico Lacroze y Paraná y el servicio de los trenes n.º 2305 a 2308 entre Concepción del Uruguay y Paraná.
El 19 de diciembre de 2009 se realizó un viaje de prueba desde Paraná a Basavilbaso con la presencia del gobernador Sergio Urribarri. Fue la primera vez en 18 años que volvió a pasar el tren por esas vías.
El servicio Paraná-Concepción del Uruguay fue puesto en marcha el 28 de junio de 2010 con un coche motor Materfer que corría los días viernes de Paraná a Concepción del Uruguay y efectuaba el regreso los días domingos. El servicio pasaba por 24 localidades entrerrianas operado por la Unidad Ejecutora Ferroviaria de Entre Ríos.
El 18 de septiembre de 2013, por encargo del Estado Nacional, el ministro del Interior y Transporte, Florencio Randazzo y el gobernador Urribarri, la Operadora Ferroviaria Sociedad del Estado pasó a encargarse del costo operativo del ramal, siendo esta la actual responsable del servicio de pasajeros, y la Administración de Infraestructura Ferroviaria la encargada del mantenimiento e infraestructura del ramal. El servicio contaba con dos frecuencias semanales, pero fue interrumpido en febrero de 2016.